# Hedwig-Burgheim-Medaille
Die Universitätsstadt Gießen verleiht die Hedwig-Burgheim-Medaille in Anerkennung und Würdigung hervorragender Verdienste um Verständigung und Verständnis zwischen den Menschen und im verpflichtenden Gedenken an die bis heute fortwirkende segensreiche Tätigkeit der jüdischen Pädagogin Hedwig Burgheim.
Die erste Verleihung fand 1981 statt. Die Auszeichnung wird seit 1999 im Zwei-Jahres-Rhythmus durch den Magistrat vergeben und vom Oberbürgermeister ausgehändigt. Dabei soll der Tag der Verleihung möglichst der 28. August, Burgheims Geburtstag, sein.
Eine Vielzahl der Preisträger ist jüdischer Herkunft.

## Liste der Preisträger
- 1981: Adam Scheurer, Pädagoge
- 1982: Abraham Bar Menachem (Alfred Gutsmuth), Jurist und Politiker
- 1983: Charlotte Petersen, Journalistin
- 1984: Martin Stöhr, Theologe
- 1985: Barbara Just-Dahlmann, Juristin
- 1986: Else Alma Olga Auguste Wilhelmine Wagner, Sekretärin
- 1987: Erich Dauzenroth, Erziehungswissenschaftler
- 1988: Eckhard von Nordheim, Theologe
- 1989: Albert Osswald, Politiker
- 1990: Dieter Trautwein, Theologe
- 1991: Monika Richarz,  Historikerin
- 1992: Henry G. Brandt, Rabbiner
- 1993: Helmut Berding, Historiker
- 1994: Helmut Grün, Theologe
- 1995: Thea Altaras, Architektin
- 1996: Keine Vergabe wegen Änderungen der Vergaberichtlinien
- 1997: Günther Bernd Ginzel, Publizist
- 1999: Ignatz Bubis, Politiker und Vorsitzender des Zentralrats der Juden in Deutschland (verstarb kurz vor der Preisverleihung)
- 2002: Dietrich Ringleb, Mediziner
- 2004: Erwin Knauß, Historiker
- 2006: Micha Brumlik, Erziehungswissenschaftler
- 2008: Josef Stern, Bibliothekar
- 2010: Dieter Steil
- 2012: Anna Mettbach[2]
- 2014: Manfred Mutz, Oberbürgermeister, posthum
- 2016: Thomas Breuer, Holocaust-Überlebender und Pädagoge
- 2018: Hanno Müller, Lokalhistoriker
- 2020: Sascha Feuchert, Literaturwissenschaftler
- 2022: Christel Buseck, Pädagogin, Einsatz für christlich-jüdische Zusammenarbeit